# Benzyljodid
Benzyljodid je organická sloučenina se vzorcem C6H5CH2I.

## Příprava

Příprava benzyljodidu Finkelsteinovou reakcí

Benzyljodid je možné připravit Finkelsteinovou reakcí z benzylchloridu a jodidu sodného v acetonu.

## Vlastnosti
Benzyljodid vytváří bezbarvé až žluté krystaly, které tají při 24,5 °C. Má výrazné slzotvorné účinky.